# Trofeo Pantalica

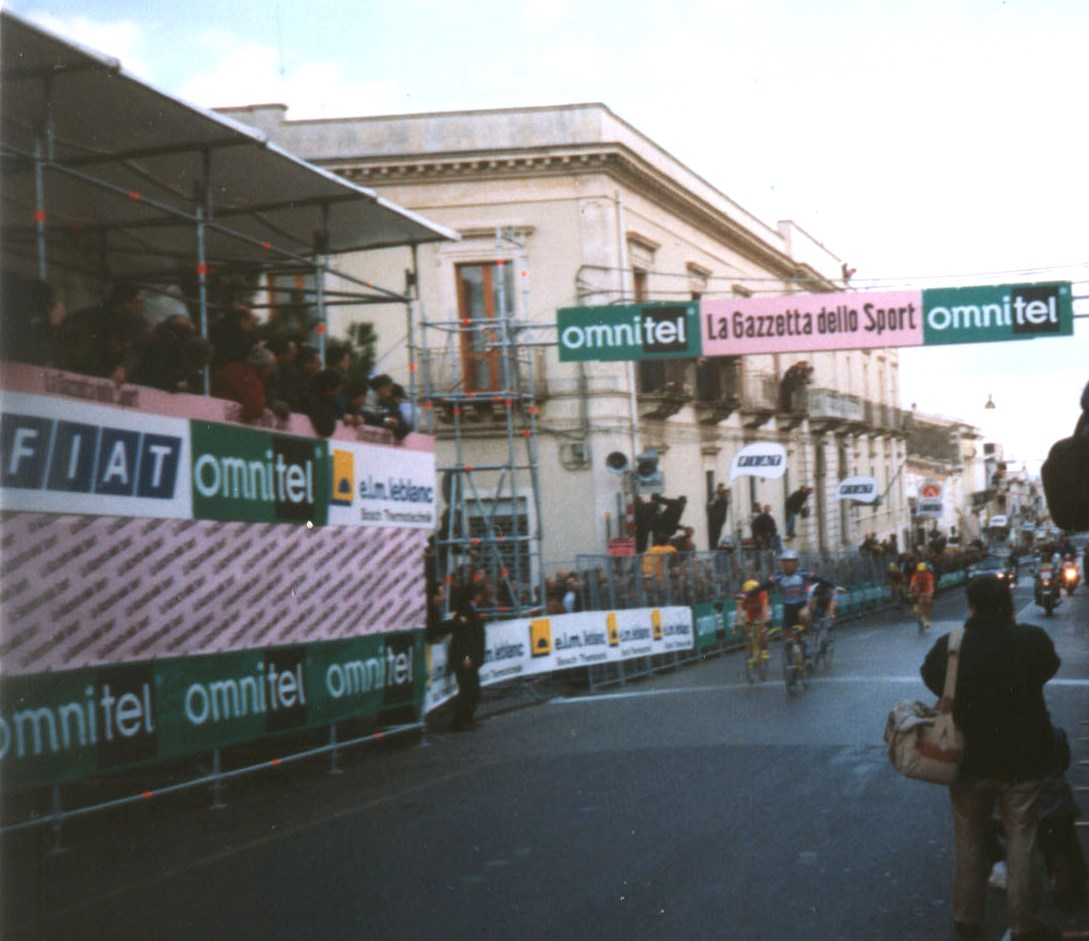
Zieleinlauf 1999 in Solarino

Der Trofeo Pantalica war ein italienisches Eintagesrennen im Straßenradsport, welches zwischen 1975 und 2003 ausgetragen wurde. Giuseppe Saronni hatte mit fünf Erfolgen die meisten Siege errungen.

## Geschichte
Die Trofeo Pantalica wurde 1975 durch die gemeinsamen Anstrengungen der Provinzialverwaltung Syrakus, der provinzialen Tourismusgesellschaft und den lokalen Verwaltungen von Sortino und Floridia ins Leben gerufen. Das Rennen hatte 28. Auflagen und wechselnde Austragungsorte innerhalb der Gemeinde Syrakus waren Sortino, Floridia, Solarino und Ferla. Die Strecke bestand aus einem mehrfach zu fahrenden Rundkurs, welcher sich zwischen dem Anapo-Tal und den Nekropole von Pantalica befand.
Organisiert wurden die ersten Austragungen vom Velo Club Forze Sportive Romane um Franco Mealli und später von RCS Sport, welche unter anderem den Giro d’Italia und die Lombardei-Rundfahrt ausrichtet, als Organisator abgelöst. Vor der Austragung 2004 wurde bekannt, dass die RCS Sport aufgrund fehlender finanzieller Unterstützung durch die lokalen Behörden die Organisation der Veranstaltung aufgab.

## Palmarès
| Jahr | Gewinner                       | Zweiter              | Dritter                  |
| ---- | ------------------------------ | -------------------- | ------------------------ |
| 1975 | Roger De Vlaeminck             | Francesco Moser      | Constantino Conti        |
| 1976 | Francesco Moser                | Roger De Vlaeminck   | Pierino Gavazzi          |
| 1977 | Giuseppe Saronni               | Enrico Paolini       | Wilmo Francioni          |
| 1978 | Giuseppe Saronni               | Wladimiro Panizza    | Knut Knudsen             |
| 1979 | Giovanni Battaglin             | Palmiro Masciarelli  | Gianbattista Baronchelli |
| 1980 | Giuseppe Saronni               | Francesco Moser      | Knut Knudsen             |
| 1981 | Tommy Prim                     | Wladimiro Panizza    | Silvano Contini          |
| 1982 | Giuseppe Saronni               | Pierino Gavazzi      | Mario Beccia             |
| 1983 | Francesco Moser                | Alfredo Chinetti     | Giovanni Mantovani       |
| 1984 | Pierino Gavazzi                | Rudy Pevenage        | Davide Cassani           |
| 1985 | Giuseppe Saronni               | Guido Van Calster    | Johan van der Velde      |
| 1986 | Francesco Cesarini             | Acácio da Silva      | Francesco Moser          |
| 1987 | Daniele Caroli                 | Franco Chioccioli    | Silvano Contini          |
| 1988 | Steve Bauer                    | Rodolfo Massi        | Camillo Passera          |
| 1989 | Rolf Sørensen                  | Teun van Vliet       | Enrico Galleschi         |
| 1990 | Adriano Baffi                  | Jozef Lieckens       | Asjat Saitov             |
| 1991 | Scott Sunderland               | Giorgio Furlan       | Luc Leblanc              |
| 1992 | Dimitri Zdanov                 | Stefano Colage       | Christophe Manin         |
| 1993 | Keine Austragung               | Keine Austragung     | Keine Austragung         |
| 1994 | Giorgio Furlan                 | Zbigniew Spruch      | Gianni Bugno             |
| 1995 | Stefano Colage                 | Adriano Baffi        | Paolo Fornaciari         |
| 1996 | Fabiano Fontanelli             | Oleksandr Honchenkov | Davide Rebellin          |
| 1997 | Michele Coppolillo             | Gabriele Colombo     | Simone Borgheresi        |
| 1998 | Stefano Colage                 | Massimo Donati       | Andrea Peron             |
| 1999 | Andrea Ferrigato               | Davide Rebellin      | Giuliano Figueras        |
| 2000 | Danilo Di Luca                 | Mirko Celestino      | Davide Rebellin          |
| 2001 | Roberto Petito                 | Sergio Barbero       | Serguei Ivanov           |
| 2002 | Fabio Baldato                  | Massimiliano Gentili | Giuliano Figueras        |
| 2003 | Miguel Ángel Martín Perdiguero | Enrico Cassani       | Giuliano Figueras        |